# 王以瞻
王以瞻（1968年12月15日—）是一位臺灣裔美國演员。他最为人知的角色是在《星际旅行：航海家号》中饰演的哈里·金少尉。

## 传记

### 早年生活
王以瞻出生于美国加利福尼亚州的里弗赛德，他的父母是台灣移民。他还有个名叫劳拉（Laura）的姊妹。
王以瞻毕业于田纳西州孟斐斯的哈丁高等专科学校（Harding Academy High School）。毕业后他在加州大學洛杉磯分校讀亚洲文化時，一名教授鼓励他学戏剧。王以瞻年輕時參加過海外青年暑期返國研習團（俗稱「美加營」或「愛之船」）。

### 事业
王以瞻最为人知的角色是1995年到2001年间，在《星际旅行：航海家号》中饰演的哈里·金少尉。在2007年的爱好者作品《星际旅行：众神与众人》（Star Trek: Of Gods and Men）中，他饰演了一名新的角色，还曾为此说到：“扮演一个坏人对一名演员来说更有挑战。”
王以瞻还曾在电视剧《美国女孩》（All-American Girl）的“Submission:Impossible”#1.2中出演雷蒙德·汉（Raymond Han）。

## 作品列表
| 开始年份 | 标题                                                               | 角色                          | 注释         |
| -------- | ------------------------------------------------------------------ | ----------------------------- | ------------ |
| 2007年   | 《星际旅行：众神与众人》                                           | 加兰（Garan）                 |              |
| 2005年   | 《西部风云史》（Into the West）                                    | Chow-Ping Yen                 | 连续短剧     |
| 2002年   | 《活魂岛》（Demon Island）                                         | 保罗（Paul）                  |              |
| 2002年   | 《星际旅行：航海家号：精英力量》（Star Trek: Voyager Elite Force） | 哈里·金                       | 配音         |
| 1999年   | 《The Auteur Theory》                                              | 麦克·王（Mike Wong）／上帝    |              |
| 1998年   | 《百分百》（Hundred Percent）                                      | 特洛伊·塔希玛（Troy Tashima） |              |
| 1998年   | 《冷面人》（Ivory Tower》                                          | 马克·伯顿（Mark Burton）      |              |
| 1995年   | 《愤怒的咖啡》（Angry Cafe）                                       | 无名氏                        |              |
| 1995年   | 《终极迷阵》（Flesh Suitcase）                                     | 无名氏                        |              |
| 1995年   | 《星际旅行：航海家号》                                             | 哈里·金少尉                   | 至2001年截止 |